# Calomyrmex tropicus
Calomyrmex tropicus é uma espécie de formiga do gênero Calomyrmex, pertencente à subfamília Formicinae.